# La Paz (Madrid)
La Paz és un barri de Madrid integrat en el districte de Fuencarral-El Pardo. Té una superfície de 215,98 hectàrees i una població de 36.319 habitants (2009). Limita al nord amb Mirasierra i Valverde, al sud amb Almenara (Tetuán), a l'oest amb El Pilar i a l'est amb Castilla (Chamartín). Està delimitat al nord amb l'Avinguda del Cardenal Herrera Oria, a l'oest pel carrer Ginzo de Limia, al sud pel carrer Sinesio Delgado i a l'est per la carretera de Colmenar Viejo i el Passeig de la Castellana.